# Gran Premio de Bélgica de Motociclismo de 1990
El Gran Premio de Bélgica de Motociclismo de 1990 fue la novena prueba de la temporada 1990 del Campeonato Mundial de Motociclismo. El Gran Premio se disputó el 8 de julio de 1990 en el circuito de Spa-Francorchamps de Spa.

## Resultados 500cc
En una carrera caracterizada por la lluvia, el estadounidense Wayne Rainey consiguió el quinto triunfo de la temporada, aumentando así su ventaja en la clasificación general, ahora a 35 puntos de su compatriota Kevin Schwantz. Segundo fue el francés Jean-Philippe Ruggia que realizó una excelente remontada.
| Pos.     | Piloto               | Moto   | Tiempo    | Pts. |
| -------- | -------------------- | ------ | --------- | ---- |
| 1        | Wayne Rainey         | Yamaha | 50.29.205 | 20   |
| 2        | Jean-Philippe Ruggia | Yamaha | 50.33.755 | 17   |
| 3        | Eddie Lawson         | Yamaha | 50.49.771 | 15   |
| 4        | Christian Sarron     | Yamaha | 51.14.463 | 13   |
| 5        | Alex Barros          | Cagiva | 51.20.265 | 11   |
| 6        | Michael Doohan       | Honda  | 51.47.226 | 10   |
| 7        | Kevin Schwantz       | Suzuki | 51.49.896 | 9    |
| 8        | Ron Haslam           | Cagiva | 51.52.801 | 8    |
| 9        | Juan Garriga         | Yamaha | 51.53.278 | 7    |
| 10       | Wayne Gardner        | Honda  | 52.19.725 | 6    |
| 11       | Norihiko Fujiwara    | Yamaha | 52.31.140 | 5    |
| 12       | Niall Mackenzie      | Suzuki | 52.49.265 | 4    |
| 13       | Eddie Laycock        | Honda  | 1 Vuelta  | 3    |
| 14       | Karl Truchsess       | Honda  | 2 Vueltas | 2    |
| 15       | Cees Doorakkers      | Honda  | 2 Vueltas | 1    |
| Ret      | Randy Mamola         | Cagiva | Ret       |      |
| Ret      | Vittorio Scatola     | Paton  | Ret       |      |
| DNS      | Pierfrancesco Chili  | Honda  | DNS       |      |
| DSQ      | Marco Papa           | Honda  | DSQ       |      |
| DNQ      | Niggi Schmassman     | Yamaha | DNQ       |      |
| Sources: |                      |        |           |      |

## Resultados 250cc
En el cuarto de litro, el campeonato parecía bien alineado con el estadounidense John Kocinski obteniendo el quinto triunfo de la temporada y aumentando su ventaja a 27 puntos en la clasificación general respecto el español Carlos Cardús, que en esta carrera fue tercero.
| Pos. | Piloto               | Moto     | Tiempo    | Pts. |
| ---- | -------------------- | -------- | --------- | ---- |
| 1    | John Kocinski        | Yamaha   | 42.52.467 | 20   |
| 2    | Didier de Radiguès   | Aprilia  | 43.03.508 | 17   |
| 3    | Carlos Cardús        | Honda    | 43.05.023 | 15   |
| 4    | Carlos Lavado        | Aprilia  | 43.10.346 | 13   |
| 5    | Jacques Cornu        | Honda    | 43.23.649 | 11   |
| 6    | Loris Reggiani       | Aprilia  | 43.28.649 | 10   |
| 7    | Alberto Puig         | Yamaha   | 43.33.159 | 9    |
| 8    | Paolo Casoli         | Yamaha   | 43.38.317 | 8    |
| 9    | Masahiro Shimizu     | Honda    | 43.42.992 | 7    |
| 10   | Jochen Schmid        | Honda    | 43.56.306 | 6    |
| 11   | Adrien Morillas      | Aprilia  | 44.05.053 | 5    |
| 12   | Corrado Catalano     | Aprilia  | 44.40.186 | 4    |
| 13   | Bernd Kassner        | Yamaha   | 44.40.680 | 3    |
| 14   | Renzo Colleoni       | Aprilia  | 44.40.980 | 2    |
| 15   | Jean Foray           | Yamaha   | 44.41.662 | 1    |
| 16   | Harald Eckl          | Aprilia  | 44.41.929 |      |
| 17   | Kevin Mitchell       | Yamaha   | 44.50.496 |      |
| 18   | Urs Jücker           | Yamaha   | 44.51.075 |      |
| 19   | Andrea Borgonovo     | Aprilia  | 45.17.685 |      |
| 20   | Marcellino Lucchi    | Aprilia  | 46.03.860 |      |
| 21   | Alain Bronec         | Aprilia  | 1 Vuelta  |      |
| Ret  | Àlex Crivillé        | Yamaha   | Ret       |      |
| Ret  | Rachel Nicotte       | Yamaha   | Ret       |      |
| Ret  | José Barresi         | Yamaha   | Ret       |      |
| Ret  | Wilco Zeelenberg     | Honda    | Ret       |      |
| Ret  | Luca Cadalora        | Yamaha   | Ret       |      |
| Ret  | Jorge Martínez Aspar | JJ Cobas | Ret       |      |
| Ret  | Martin Wimmer        | Aprilia  | Ret       |      |
| Ret  | Andreas Preining     | Honda    | Ret       |      |
| Ret  | Bernard Haenggeli    | Aprilia  | Ret       |      |
| Ret  | Hans Becker          | Yamaha   | Ret       |      |

## Resultados 125cc
Tras una astuta maniobra en la última curva, el holandés Hans Spaan ganó su segundo Gran Premio del presente Campeonato del Mundo de 125 cc por
delante del jovencísimo italiano, de 17 años, Loris Capirossi y del también italiano Bruno Casanova (Honda).
| Pos. | Piloto               | Moto      | Tiempo    | Pts. |
| ---- | -------------------- | --------- | --------- | ---- |
| 1    | Hans Spaan           | Honda     | 39.11.610 | 20   |
| 2    | Loris Capirossi      | Honda     | 39.11.785 | 17   |
| 3    | Bruno Casanova       | Honda     | 39.50.377 | 15   |
| 4    | Stefan Prein         | Honda     | 39.57.962 | 13   |
| 5    | Julián Miralles      | JJ Cobas  | 40.07.266 | 11   |
| 6    | Dirk Raudies         | Honda     | 40.09.202 | 10   |
| 7    | Adi Stadler          | JJ Cobas  | 40.09.851 | 9    |
| 8    | Fausto Gresini       | Honda     | 40.15.888 | 8    |
| 9    | Robin Appleyard      | Honda     | 40.17.841 | 7    |
| 10   | Robin Milton         | Honda     | 40.25.295 | 6    |
| 11   | Doriano Romboni      | Honda     | 40.26.870 | 5    |
| 12   | Maurizio Vitali      | Gazzaniga | 40.30.593 | 4    |
| 13   | Alfred Waibel        | Honda     | 40.31.885 | 3    |
| 14   | Hans Koopman         | Honda     | 40.36.960 | 2    |
| 15   | Gabriele Debbia      | Aprilia   | 40.37.533 | 1    |
| 16   | Hisashi Unemoto      | Honda     | 40.38.011 |      |
| 17   | Emilio Cuppini       | Honda     | 41.00.044 |      |
| 18   | Antonio Sánchez      | JJ Cobas  | 41.08.384 |      |
| 19   | Johnny Wickström     | JJ Cobas  | 41.32.453 |      |
| 20   | Stefan Kurfiss       | Honda     | 41.32.834 |      |
| 21   | Hubert Abold         | Rotax     | 41.37.486 |      |
| 22   | Alessandro Gramigni  | Aprilia   | 42.12.907 |      |
| 23   | Jos van Dongen       | Honda     | 1 Vuelta  |      |
| Ret  | Jorge Martínez Aspar | JJ Cobas  | Ret       |      |
| Ret  | Ralf Waldmann        | Rotax     | Ret       |      |
| Ret  | Mike Edwards         | Honda     | Ret       |      |
| Ret  | Stefan Dörflinger    | Aprilia   | Ret       |      |
| Ret  | Peter Öttl           | Rotax     | Ret       |      |
| Ret  | Heinz Lüthi          | Honda     | Ret       |      |
| Ret  | Bady Hassaine        | Honda     | Ret       |      |
| Ret  | Thierry Feuz         | Honda     | Ret       |      |
| Ret  | Manuel Herreros      | JJ Cobas  | Ret       |      |
| Ret  | Manuel Hernández     | Honda     | Ret       |      |
| Ret  | Peter Galvin         | Honda     | Ret       |      |
| Ret  | Flemming Kistrup     | Honda     | Ret       |      |
| Ret  | Jaime Mariano        | Casal     | Ret       |      |
| DNQ  | Hervé Duffard        | Honda     | DNQ       |      |
| DNQ  | José Saez            | Honda     | DNQ       |      |
| DNQ  | Steve Patrickson     | Honda     | DNQ       |      |
| DNQ  | Mike Leitner         | Honda     | DNQ       |      |
| DNQ  | Taru Rinne           | Honda     | DNQ       |      |
| DNQ  | Zdravko Matulja      | Honda     | DNQ       |      |
| DNQ  | Allan Scott          | Honda     | DNQ       |      |
| DNQ  | Mike Stief           | Rotax     | DNQ       |      |
| DNQ  | Stefan Brägger       | Aprilia   | DNQ       |      |
| DNQ  | Javier Arumi         | Honda     | DNQ       |      |